# Evander Sno
Evander Sno (ur. 9 kwietnia 1987 w Dordrechcie, Holandia) – piłkarz holenderski grający na pozycji defensywnego pomocnika.

## Kariera klubowa
Sno pochodzi z Dordrechtu. Piłkarskie kroki stawiał jednak w szkółce Ajaksu Amsterdam, jednak nie poznano się tam na jego talencie. Trafił więc do innej znanej szkółki piłkarskiej w Holandii, Feyenoordu. W Feyenoordzie jednak także nie mógł przebić się do składu, gdyż trener Erwin Koeman nie widział dlań miejsca w składzie. Postanowiono więc wypożyczyć młodego pomocnika do gorszego zespołu, by mógł się ogrywać w dorosłej piłce. Evander w sezonie 2005/2006 trafił więc do NAC Breda, a barwach której zadebiutował w Eredivisie, 29 stycznia 2006 w przegranym 2:3 wyjazdowym meczu z FC Groningen. Sno w rundzie wiosennej wywalczył sobie miejsce w składzie i w barwach NAC poczynał sobie całkiem nieźle. Najczęściej występował na pozycji defensywnego pomocnika, ale był próbowany także na innych pozycjach i wystąpił aż na 9 z nich. W ciągu całego sezonu 14 razy wybiegał na boisko.
Latem 2006 wrócił do Feyenoordu, ale nie mając gwarancji na to, że będzie grał w rotterdamskim zespole dość niespodziewanie odszedł do szkockiego Celtiku, który zapłacił za niego około 400 tysięcy euro. W zespole "Celtów" zadebiutował podczas meczu o Puchar Ligi Szkockiej, w wygranym meczu z St. Mirren F.C. Po meczu był chwalony przez menedżera Celtiku, Gordona Strachana i ten w najbliższym czasie postanowił dawać Evanderowi więcej szans na grę. Natomiast w Scottish Premier League po raz pierwszy zagrał 29 lipca w wygranym 4:1 meczu z Kilmarnock F.C. 23 września zadebiutował w słynnych derbach Glasgow, w przegranym 0:2 meczu z Rangers F.C., zmienił wówczas w drugiej połowie Shunsuke Nakamurę. 26 listopada zdobył swoją pierwszą bramkę w szkockiej lidze. W 70. minucie meczu pokonał Zbigniewa Małkowskiego dając Celtikowi prowadzenie 2:1. Mecz zakończył się jednak rezultatem 2:2. W sierpniu 2008 powrócił do ojczyzny podpisując kontrakt z Ajaxem Amsterdam. Celtic otrzymał za niego milion euro. Podczas meczu rezerw Ajaxu 13 września 2010 roku, miał atak serca. Został zreanimowany na boisku i przewieziony do szpitala w Arnhem.
31 sierpnia 2009 Sno został wypożyczony do Bristol City. Był też zawodnikiem RKC Waalwijk, NEC Nijmegen, KVC Westerlo i ADO Den Haag.
| Sezon   | Klub         | Kraj     | Rozgrywki               | Mecze | Bramki |
| ------- | ------------ | -------- | ----------------------- | ----- | ------ |
| 2005/06 | Feyenoord    | Holandia | Eredivisie              | 0     | 0      |
| 2005/06 | NAC Breda    | Holandia | Eredivisie              | 14    | 0      |
| 2006/07 | Celtic F.C.  | Szkocja  | Scottish Premier League | 18    | 1      |
| 2007/08 | Celtic F.C.  | Szkocja  | Scottish Premier League | 12    | 0      |
| 2008/09 | AFC Ajax     | Holandia | Eredivisie              | 11    | 1      |
| 2009/10 | Bristol City | Anglia   | The Championship        | 24    | 3      |
| 2011/12 | RKC Waalwijk | Holandia | Eredivisie              | 25    | 4      |
| 2012/13 | NEC Nijmegen | Holandia | Eredivisie              | 7     | 2      |
| 2013/14 | RKC Waalwijk | Holandia | Eredivisie              | 23    | 4      |
| 2011/12 | KVC Westerlo | Belgia   | Eerste klasse           | 2     | 0      |
| 2011/12 | ADO Den Haag | Holandia | Eredivisie              | 0     | 0      |

## Kariera reprezentacyjna
Reprezentacyjną karierę Sno rozpoczął od występów w młodzieżowej reprezentacji Holandii w kategorii Under-19. Dobra gra w sezonie 2006/2007 w barwach Celtiku i wywalczenie miejsca w pierwszym składzie spowodowała, iż Sno zainteresował się selekcjoner pierwszej reprezentacji "Oranje" Marco van Basten. Powołał Evandera na towarzyski mecz z reprezentacją Anglii, ale 15 listopada Sno nie wybiegł jednak na boisko stadionu Amsterdam ArenA.